# Këlcyra
Këlcyra este un oraș din Albania.
1. ↑  GeoNames